# Contea di Tongcheng
La contea di Tongcheng (通城县S, Tōngchéng XiànP) è una contea della Cina, situata nella provincia di Hubei e amministrata dalla prefettura di Xianning.